# Terastia subjectalis
Terastia subjectalis là một loài bướm đêm thuộc họ Crambidae. It occurs across the Indian và phía nam Thái Bình Dương Oceans, bao gồm Fiji, Hawaii, Réunion, Okinawa, Samoa, quần đảo Society, Sri Lanka và Úc (Bắc Úc, Queensland và Tây Úc).
Ấu trùng ăn các loài Erythrina, bao gồm Erythrina monosperma và Erythrina indica. The larvae feed in the pods but also bore in the shoots.

## Hình ảnh

- Tập tin:Terastia subjectalis (Lederer, 1863)-50.jpg